# 오니에카치 아팜
오니에카치 아팜(영어: Onyekachi Apam, 1986년 12월 30일 ~ )은 나이지리아의 전 축구 선수로, 시애틀 사운더스 FC에서 부상을 입고 2014년에 은퇴했다. 그는 2008년 하계 올림픽에서 남자 축구 팀의 일원으로 나이지리아 국가대표팀으로 참가했다.

## 구단 경력
2005년, 아팜은 OGC 니스에서 입단 테스트를 했고, 그곳에서 결국 계약을 맺었다. 그는 105경기에 출전했고 계약을 2012년이 아닌 2013년에 종료하도록 연장했고, 2010년에 스타드 렌 FC로 이적했다. 아팜은 처음에는 무릎 부상으로, 나중에는 발목 부상으로 렌에서 대부분의 시간을 비웠다. 그는 4년 동안 23번만 출전한 후 2014년 초에 렌을 떠났고, MLS 명단이 동결되기 직전인 9월에 시애틀 사운더스 FC와 계약했다. 그는 12월 5일에 출전하지 않고 방출되었다.

## 국가대표팀 경력
그의 경력 동안, 아팜은 2005년 FIFA 세계 청소년 축구 선수권 대회, 2008년 아프리카 네이션스컵과 하계 올림픽, 그리고 2010년 FIFA 월드컵과 아프리카 네이션스컵을 포함하여, 나이지리아 국가대표팀을 14번 대표했다. 나이지리아는 2008년 하계 올림픽에서 은메달을 획득했다.